# Oakland Raiders 1975
La stagione 1975 degli Oakland Raiders è stata la sesta della franchigia nella National Football League, la 16ª complessiva. Questa fu l'ultima stagione da professionista di George Blanda. Questi si ritirò con due record significativi: maggior numero di stagioni nella storia del football americano (26) e maggior numero di gare disputate (340). I Raiders conclusero la stagione regolare con un bilancio di 11-3, vincendo il quarto titolo di division consecutivo. Nei playoff batterono i Cincinnati Bengals 31-28 nel Divisional Round. Per il terzo anno consecutivo si fermarono a un passo dal Super Bowl, venendo eliminati per mano dei Pittsburgh Steelers per 16-10. 
Oakland nel 1975 concesse ai quarterback avversari un passer rating di 37,2, il secondo minore dell'era Super Bowl.

## Scelte nel Draft 1975
| Scelte dei Raiders nel Draft 1975 |        |                  |       |                |
| Giro                              | Scelta | Giocatore        | Ruolo | College        |
| 1                                 | 24     | Neil Colzie      | DB    | Ohio State     |
| 2                                 | 45     | Charles Phillips | DB    | USC            |
| 3                                 | 76     | Louis Carter     | RB    | Maryland       |
| 5                                 | 128    | David Humm       | QB    | Nebraska       |
| 7                                 | 180    | James Daniels    | DB    | Texas A&M      |
| 9                                 | 232    | Harry Knight     | QB    | Richmond       |
| 10                                | 259    | Steve Sylvester  | T     | Notre Dame     |
| 12                                | 310    | Jack Magee       | C     | Boston College |
| 14                                | 362    | Tom Doyle        | QB    | Yale           |
| 15                                | 389    | Paul Careathers  | RB    | Tennessee      |

## Roster
| Roster degli Oakland Raiders nel 1975 |
| --- |
| Quarterback - 13 Larry Lawrence - 12 Ken Stabler Running Back - 40 Pete Banaszak - 28 Clarence Davis - 44 Marv Hubbard - 30 Mark van Eeghen FB Wide Receiver - 25 Fred Biletnikoff - 21 Cliff Branch Tight End - 87 Dave Casper Offensive Linemen - 50 Dave Dalby C - 78 Art Shell T - 63 Gene Upshaw G - 75 John Vella T Defensive Linemen - 84 Tony Cline DE - 82 Horace Jones DE - 71 Kelvin Korver DT - 60 Otis Sistrunk DE Linebacker - 83 Ted Hendricks - 86 Gerald Irons Defensive Back - 43 George Atkinson FS - 24 Willie Brown CB - 31 Jack Tatum FS Special Team - 8 Ray Guy P |
| Legenda - I rookie sono in corsivo. - Il primo ruolo è il principale mentre gli eventuali successivi indicano i ruoli secondari. - (IR) sta per Injured Reserve ed indica la lista ristretta per un solo giocatore infortunato che può tornare ad allenarsi dopo la settimana 6 e a rientrare in prima squadra dopo che questa ha giocato 8 partite. - (NF-Inj.) / (NF-Ill.) stanno rispettivamente per Non-Football Injured e Non-Football Illness ed indicano le liste dove viene inserito un giocatore che ha un infortunio o una malattia non dipendente dal football americano. - (PUP) sta per Physically Unable to Perform ed indica la lista dove viene inserito un giocatore mentre è in attesa di recuperare la condizione fisica. Nella stagione regolare dopo la sesta partita giocata dalla propria squadra, il giocatore ha tempo tre settimane per riprendere ad allenarsi, più tre settimane aggiuntive dal suo rientro agli allenamenti per rientrare in prima squadra. |

## Calendario
| Stagione regolare |                        |      |             |            |            |        |
| Turno             | Avversario             | Ris. | Punti Raid. | Punti avv. | Primi down | Record |
| 1                 | at Miami Dolphins      | V    | 31          | 21         | 17         | 1–0    |
| 2                 | at Baltimore Colts     | V    | 31          | 20         | 18         | 2–0    |
| 3                 | at San Diego Chargers  | V    | 6           | 0          | 17         | 3–0    |
| 4                 | at Kansas City Chiefs  | S    | 10          | 42         | 23         | 3–1    |
| 5                 | at Cincinnati Bengals  | S    | 10          | 14         | 18         | 3–2    |
| 6                 | San Diego Chargers     | V    | 25          | 0          | 23         | 4–2    |
| 7                 | at Denver Broncos      | V    | 42          | 17         | 21         | 5–2    |
| 8                 | New Orleans Saints     | V    | 48          | 10         | 34         | 6–2    |
| 9                 | Cleveland Browns       | V    | 38          | 17         | 22         | 7–2    |
| 10                | at Washington Redskins | V    | 26          | 23         | 26         | 8–2    |
| 11                | Atlanta Falcons        | V    | 37          | 34         | 33         | 9–2    |
| 12                | Denver Broncos         | V    | 17          | 10         | 16         | 10–2   |
| 13                | Houston Oilers         | S    | 26          | 27         | 23         | 10–3   |
| 14                | Kansas City Chiefs     | V    | 28          | 20         | 24         | 11–3   |

## Classifiche
| AFC West Division  |    |    |   |      |     |      |     |     |     |
|                    | V  | S  | P | %    | DIV | CONF | PF  | PS  | STR |
| Oakland Raiders(2) | 11 | 3  | 0 | .786 | 5–1 | 8–3  | 375 | 255 | V1  |
| Denver Broncos     | 6  | 8  | 0 | .429 | 3–3 | 4–7  | 254 | 307 | S1  |
| Kansas City Chiefs | 5  | 9  | 0 | .357 | 3–3 | 3–8  | 282 | 341 | S4  |
| San Diego Chargers | 2  | 12 | 0 | .143 | 1–5 | 2–9  | 189 | 345 | S1  |